# Казалето Чередано
Казалето Чередано (итал. Casaletto Ceredano) је насеље у Италији у округу Кремона, региону Ломбардија.
Према процени из 2011. у насељу је живело 1082 становника. Насеље се налази на надморској висини од 65 м.

## Становништво
| 1936. | 1951. | 1961. | 1971. | 1981. | 1991. | 2001. | 2011. |
| ----- | ----- | ----- | ----- | ----- | ----- | ----- | ----- |
| 1.266 | 1.305 | 1.159 | 1.017 | 940   | 974   | 1.097 | 1.180 |